# Killerhaus – Horror der grausamsten Art
Killerhaus – Horror der grausamsten Art (Original: Crawlspace) ist ein US-amerikanisch-italienischer Horrorfilm aus dem Jahr 1986, geschrieben und gedreht von David Schmoeller, mit Klaus Kinski, Talia Balsam, Barbara Whinnery und Tané McClure in den Hauptrollen. Die Handlung folgt Karl Günther, dem verrückten Sohn eines Nazi-Arztes, der davon besessen ist, junge Frauen zu fangen und sie in einem städtischen Wohnhaus langsam zu Tode zu foltern. Der Film wurde durch die Konflikte zwischen Schmoeller und Kinski am Set berüchtigt. Es wird behauptet, dass der Produzent Roberto Bessi versucht hat, Kinski wegen seiner anhaltenden Feindseligkeit gegenüber der Crew ermorden zu lassen.

## Handlung
Die 27-jährige Lori Bancroft, die vor kurzem umgezogen ist, erkundigt sich in einem kleinen städtischen Apartmenthaus nach einem freien Zimmer. Der Vermieter und Hausverwalter Karl Gunther, ein älterer deutscher Mann, führt sie gastfreundlich durch die Wohnung und erzählt ihr, dass die letzte Mieterin eine junge Frau war, die verschwand, ohne die Miete zu bezahlen. Während der Besichtigung vollzieht Gunther heimlich einen masochistischen Ritus, indem er seine Hand über eine offene Herdplatte hält.
Der nach außen hin normale Gunther führt ein Doppelleben als sadistischer, selbstverachtender Psychopath, der seine jungen Mieterinnen entführt und foltert und sie in Käfigen auf dem Dachboden einsperrt, wo er ihnen die Zunge abschneidet und sie am Leben lässt, damit er „jemanden zum Reden hat“. Einst ein angesehener Arzt, verdiente er seinen Lebensunterhalt mit Euthanasie („Gnadentötung“) und schämte sich, als er erfuhr, dass sein Vater, ein KZ-Arzt in Dachau, mit der gleichen Begründung jüdische Gefangene im Rahmen von Menschenversuchen tötete. Neben regelmäßigen Selbstverletzungen spielt Gunther russisches Roulette mit einer geladenen Handfeuerwaffe, in der Hoffnung, sich eines Tages selbst zu töten und seine Mordserie mit dem bisschen Moral, das ihm noch geblieben ist, zu beenden.
Nachdem er einen seiner Mieter ermordet und ihm die Augen entfernt hat, wird Gunther von Josef Steiner aufgesucht, der seit drei Jahren nach ihm gesucht hat. Steiner erzählt Gunther, dass in den fünf Jahren, in denen er Chefarzt im Krankenhaus von Buenos Aires war, siebenundsechzig Menschen in seiner Obhut gestorben sind, darunter auch Steiners eigener Bruder. Er konfrontiert ihn mit seiner familiären Geschichte unter den Nazis, einschließlich der Tatsache, dass sein Vater wegen Verbrechen gegen die Menschlichkeit hingerichtet wurde, und mit einem Foto des jungen Karl in einer Hitlerjugend-Uniform.
Karl beginnt, seine Mieter über die verstärkten Lüftungsschächte und eine Reihe mechanischer Fallen, die er von seinem Haus aus steuert, auszuspionieren und zu ermorden. Wie sein Vater zeigt er Anzeichen eines Gottkomplexes und schwelgt in der Fähigkeit, Leben zu geben und es nach Belieben zu nehmen. Steiner versucht, Gunther zu ermorden, wird aber stattdessen in seine Wohnung geführt, wo er von einer seiner Fallen getötet wird. Gunther posiert daraufhin in einer SS-Uniform vor einem Spiegel und erklärt, er sei „sein eigener Gott, seine eigene Jury und sein eigener Henker“.
Lori kehrt in ihre Wohnung zurück und findet ihren Kühlschrank voller lebender Ratten und Steiners Leiche in der Badewanne, in deren Stirn ein Hakenkreuz eingeritzt ist. Lori versucht, Hilfe zu holen, als Gunther die Sicherheitsvorkehrungen auslöst, die sie im Gebäude gefangen halten. Sie rennt von Tür zu Tür und findet ihre Nachbarn alle auf ähnlich brutale Weise getötet. Lori flieht in Gunthers Versteck auf dem Dachboden, wo sie seine letzte überlebende weibliche Gefangene in einem Käfig findet. Als Gunther sich ihr nähert, gelingt es ihr, sich durch einen mit einer Sprengfalle versehenen Lüftungsschacht zu schleichen. Gunther wirft einen Käfig voller Ratten in den Schacht, aber es gelingt ihr, ihnen zu entkommen und in sein Zimmer zurückzukehren. Gunther verfolgt sie, scheint aber versehentlich eine seiner eigenen Fallen auszulösen und sich selbst mit einer Klinge aufzuspießen, woraufhin Lori und die weibliche Gefangene die Gelegenheit nutzen, um zu fliehen. Der Gag ist jedoch nur ein Trick. Als die beiden zu Karls Wohnung laufen, um die Polizei anzurufen, verfolgt er sie mit einem Messer. Lori schnappt sich Karls Revolver und feuert damit auf ihn. Der Revolver klickt mehrmals leer, bevor er schließlich seinen einzigen Schuss abgibt. Karl akzeptiert seinen Tod, bevor er stirbt, indem er erklärt: „So sei es“.

## Produktion

### Entwicklung
In einem Interview aus dem Jahr 2011 behauptet Regisseur David Schmoeller, er habe den ersten Entwurf von Crawlspace als Anti-Vietnamkriegsgeschichte geschrieben, die sich um einen heimkehrenden Veteranen dreht, der beschließt, auf seinem Dachboden ein Kriegsgefangenenlager nachzubauen.

### Casting
Schmoeller sagt, dass der zweite Entwurf des Drehbuchs speziell für Kinski geschrieben wurde, und dass keine anderen Schauspieler für die Rolle in Frage kamen.
Schmoeller äußerte, er habe nichts von Kinskis Ruf gewusst, exzentrisch und schwierig in der Zusammenarbeit zu sein. Vor den Dreharbeiten soll der Schauspieler einen Wutanfall wegen der für ihn ausgesuchten Garderobe bekommen haben, woraufhin er sich seine eigene Kleidung kaufte (die er für den Film bezahlte und danach selbst behielt). Am Set geriet Kinski mit anderen Schauspielern und Crew-Mitgliedern heftig aneinander. In seinem Kurzfilm über diese Erfahrung behauptet Schmoeller, dass Kinski am dritten Drehtag sechs Schlägereien angezettelt hatte und der Film dadurch erheblich in Verzug geriet. Schmoeller und die Produzenten versuchten, ihn zu entlassen, aber Empire Pictures verlangte, dass der erfolgreiche Star bleibt. Abgesehen von seinem kämpferischen Verhalten und seinen bizarren Forderungen (einschließlich der Anweisung, dass Schmoeller weder „Action“ noch „Cut“ sagen dürfe, was ihn im Grunde dazu zwang, Kinski ständig zu filmen, damit er seine Szenen beginnen und beenden konnte, wann immer er wollte), weigerte er sich auch, Sätze zu sagen, die ihm nicht gefielen, bis zu dem Punkt, an dem „Szenen anfingen, keinen Sinn mehr zu machen, weil er diesen oder jenen Satz NICHT sagen wollte“. Co-Schauspielerin Tane McClure erinnerte sich später daran, dass Schmoeller sie anflehte, am Set zu bleiben, weil Kinski (der sich ihrer Meinung nach „leider sehr für mich interessierte“) besser benahm, wenn sie dabei war. Die Spannungen gingen so weit, dass mehrere Crewmitglieder den Regisseur baten, „Herrn Kinski bitte zu töten“ – eine Bitte, die später zum Titel von Schmoellers Film über diese Erfahrung wurde.

### Dreharbeiten
Der Film wurde in Hollywood in den Büros von Empire Pictures vorbereitet. Ron Underwood fungierte als Associate Producer in Los Angeles, und die Produktion wurde in Rom in den Cinecittà Studios gedreht. Die Dreharbeiten begannen am 11. November 1985 und wurden im März 1986 abgeschlossen.
Trotz der problematischen Produktion hat Schmoeller Kinski als Darsteller gelobt.

## Veröffentlichung
Crawlspace wurde in den Vereinigten Staaten am 21. Mai 1986 in die Kinos gebracht.

### Heimkino
MGM Home Entertainment veröffentlichte den Film am 27. August 2002 auf DVD in einer Doppelfolge mit 13 Stufen zum Terror (1980) als Teil ihrer Midnite Movies-Reihe. In Deutschland wurde der Slasherfilm unter dem Titel Crawlspace – Killerhaus am 9. April 2013 bei Ascot Elite Home Entertainment veröffentlicht. Scream Factory veröffentlichte Crawlspace am 17. Dezember 2013 auf Blu-ray. Am 25. Februar 2025 brachte Kino Lorber den Film als Teil seiner Kino Cult-Reihe auf Blu-ray neu heraus.

## Rezeption
Crawlspace wurde von den Kritikern allgemein negativ aufgenommen.
Michael Wilmington von der Los Angeles Times kritisierte den Film mit den Worten: „Autor und Regisseur David Schmoeller hat die Geschichte so ungeschickt konstruiert, dass der Film in der Mitte zu beginnen scheint … Abgesehen von Kinski – der eine solche innere Anspannung projiziert, dass man sich fragt, ob er versucht, das Lachen zu unterdrücken – und der scharfen Kameraarbeit von Sergio Salvati hat dieser Film nichts, was auch nur ansatzweise lobenswert wäre.“
TV Guide gab dem Film 1/4 Sterne und fasst zusammen: „Nicht so blutig wie die meisten Slasher-Filme, Crawlspace ist stattdessen einfach hässlich und verstörend“.
eFilmCritic.com bewertete den Film mit 2 Sternen und nannte ihn „eine weitere verpasste Gelegenheit auf der vierspurigen Autobahn, die mit verpassten Gelegenheiten gepflastert ist und zu der sich das Horrorgenre entwickelt hat“.
DVD Talk bewertete den Film positiv mit den Worten: „Letztendlich ist der Film ein wenig vorhersehbar und definitiv auf der dunklen und schmierigen Seite, aber Kinski liefert hier die Ware. Er ist ziemlich gut gemacht und manchmal wirklich kreativ, und er baut auf einen ausreichend verdrehten Schluss auf“. Auch Patrick Bromley von DVD Verdict bewertete den Film positiv und schrieb: „… Kinski ist unfähig, als Schauspieler uninteressant zu sein … Crawlspace funktioniert letztlich, weil ein faszinierender und fesselnder Bösewicht im Mittelpunkt steht. Autor/Regisseur David Schmoeller … weiß, welchen Blitz er mit seinem Hauptdarsteller erwischt hat, und nutzt den Schauspieler voll aus.“
Auf Rotten Tomatoes hat der Film eine Zustimmungsrate von 17 %, basierend auf 12 Kritiken, mit einer gewichteten Durchschnittsbewertung von 4.37/10.

## Please Kill Mr. Kinski
Die Produktion von Crawlspace wurde durch das störende, kämpferische und exzentrische Verhalten des Hauptdarstellers Klaus Kinski beeinträchtigt. Mehr als ein Jahrzehnt später, im Jahr 1999, produzierte und inszenierte der Regisseur David Schmoeller einen neunminütigen Film über seine Erfahrungen mit Kinski mit dem Titel Please Kill Mr. Kinski. Darin berichtet der Regisseur von den großen Problemen, die er bei der Arbeit mit dem notorisch schwierigen Schauspieler hatte (siehe Abschnitt über die Produktion oben). Als Empire Pictures sich weigerte, Schmoeller und seinen Produzenten zu erlauben, den Schauspieler zu entlassen, behauptet Schmoeller, dass der „italienische Produzent“ (vermutlich Roberto Bessi) den Plan fasste, Kinski wegen des Versicherungsgeldes umbringen zu lassen (glücklicherweise, so Schmoeller, „setzten sich kühlere Köpfe durch“). Nachdem er herausgefunden hatte, dass Schmoeller und die Produzenten versucht hatten, ihn zu feuern, wurde die Zusammenarbeit mit Kinski noch schwieriger, er stellte bizarre Forderungen und verursachte Chaos am Set. Am Ende der Dreharbeiten, so Schmoeller, forderte die gesamte Crew ihn verbal auf, „Herrn Kinski bitte umzubringen“.
Kinski war 1991 gestorben, und am Ende des Kurzfilms drückt Schmoeller seine Traurigkeit darüber aus, dass er in Kinskis Nachruf zitiert wurde, als er bestätigte, dass es schwierig war, mit ihm zu arbeiten (obwohl er auch anmerkt, dass „das einfach nur Karma war, das ihn in den Hintern gebissen hat“). Er sagt, er wünschte, der Nachruf hätte ihn mit den Worten zitiert, „was für ein fesselnder Schauspieler er war. Wie toll es war, ihm zuzusehen. Es war wirklich toll, ihm zuzusehen.“
In einem Interview aus dem Jahr 2011 behauptet Schmoeller, dass er die Geschichte seiner Erfahrung mit Kinski schon seit Jahren anderen Schauspielern erzählt habe, aber zu dem Film inspiriert wurde, als er von dem unabhängigen Filmemacher John Pierson angesprochen wurde, der zu dieser Zeit eine Show auf IFC hatte. In demselben Interview weist er die Behauptung, er habe seine Erzählungen für den Film übertrieben, entschieden zurück: „Die Aufnahmen hinter den Kulissen, in denen Kinski das Crewmitglied anschreit, sowie die Interviewaufnahmen mit Kinski in meinem eigenen Film Please Kill Mr. Kinski sollten ausreichen, um Kinskis sprunghaftes Verhalten zu dokumentieren. Ich habe in Please Kill Mr. Kinski nichts übertrieben. Was mich betrifft, so ist Kinski für seine eigene Mythenbildung verantwortlich.“
Auf Schmoellers offizieller Website heißt es: „Von all meinen Arbeiten, selbst von den bekannteren Kultfilmen, wird dieser Kurzfilm Please Kill Mr. Kinski wahrscheinlich mehr besprochen und genossen als jeder andere einzelne Titel.“